# حسین آریانژاد
حسین آریانژاد (زادهٔ ۱۳۳۷ در صومعه‌سرا) شطرنج‌باز ایرانی است. وی قهرمان شطرنج ایران در سال‌های ۱۳۷۱ و ۱۳۷۴ و دارای درجهٔ استاد فیده و مدرک مربی فیده است.